# Alex Södergren
Johan Robert Alexander (Alex) Södergren, född 2 november 1893 i Ljusnarsbergs församling, Örebro län, död 23 maj 1982, var en svensk väg- och vattenbyggnadsingenjör.
Efter avgångsexamen från Kungliga Tekniska högskolan 1918 var Södergren anställd vid konsulterande ingenjörsbyrån Thuresson & Co 1918–19, Finska Byggnads AB i Helsingfors 1919–21, Norrlands statsarbeten 1921–23 och Väg- och vattenbyggnadsstyrelsens nedre norra distrikt 1924–28. Han var sekreterare i Svenska Vägföreningen och redaktör för dess tidskrift, tillika konsulterande ingenjör 1929–34, blev väginspektör vid Väg- och vattenbyggnadsstyrelsen 1934, var vägdirektör i Stockholms län 1943–55 och chef för ingenjörsbyrån VIAK:s vägavdelning 1955–62. Han var styrelseledamot i Svenska Vägföreningen 1929–63 och i Motormännens Riksförbund 1944–60. Han författade uppsatser i vägfrågor i Svenska Vägföreningens tidskrift.